# UnionAlimentari
Unionalimentari - Confapi è un'associazione italiana che rappresenta tutte le aziende del settore agroalimentare aderenti alla Confapi presso le istituzioni nazionali. Il presidente, dal 2022, è l'imprenditore Paolo Uberti.

## Fondazione
L'associazione è stata costituita il 23 settembre 1992 da alcuni imprenditori del settore agroalimentare con l'obiettivo di tutelare e promuovere gli interessi economici e sociali delle PMI alimentari. È l'unione verticale della CONFAPI, Confederazione della Piccola e Media Industria Italiana, che dal 1947 tutela gli interessi e valorizza il ruolo delle imprese italiane di piccola e media dimensione (PMI). Il cuore dell'associazione sono gli imprenditori di piccole e medie imprese di tutti i settori del comparto agroalimentare italiano.

## Presidenti di UnionAlimentari-Confapi
| Presidente       | In carica dal | Al   |
| ---------------- | ------------- | ---- |
| Paolo Uberti     | 2022          |      |
| Giorgio Zubani   | 2020          | 2022 |
| Antonio Casalini | 2017          | 2019 |
| Stefano Marotta  | 2013          | 2017 |
| Renato Bonaglia  | 2005          | 2013 |
| Giorgio Zubani   | 1997          | 2005 |

## Organizzazione e struttura
È un'associazione apartitica e senza fini di lucro e vige una rappresentanza democratica indipendente dalle dimensioni aziendali, dal numero di addetti o dal fatturato: ogni azienda un voto. È composta da una struttura nazionale nonché da articolazioni e comitati territoriali, regionali o locali, ed infine da gruppi produttivi che riuniscono aziende con interessi simili per tipo di produzione, mercato o tecnologia alimentare.
Nel 2015, con la sottoscrizione dell'accordo con Worldex
(China) Exhibition & Promotion, società del Gruppo Fiera Milano a
Guangzhou, ha aperto una struttura a supporto delle PMI in Cina.

### UNAS - Unione Nazionale Alimenti Surgelati
UNAS è stata costituita il 29 settembre 2010 riunisce le aziende del comparto del surgelato aderenti ad UnionAlimentari. Nasce dall'esigenza di tutelare gli interessi del settore, valorizzando la qualità degli alimenti surgelati, attraverso la rappresentatività presso le istituzioni. Tra gli obiettivi anche il supporto di enti fieristici Archiviato il 1º settembre 2017 in Internet Archive., principalmente TUTTOFOOD e anche CIBUS, che nel 2012 per la prima volta ha ospitato una spazio dedicato agli alimenti surgelati: CIBUS FROZEN. Il presidente è l'imprenditore Renato Bonaglia.

## Presidenti di UNAS
| Presidente       | In carica dal | Al   |
| ---------------- | ------------- | ---- |
| Renato Bonaglia  | 2014          |      |
| Romana Tamburini | 2010          | 2014 |

## CCNL Piccola e Media Industria Alimentare
UnionAlimentari è firmataria insieme alle sigle sindacali (FAI-CISL, FLAI-CGIL, UILA-UIL) del CCNL PMI Industria Alimentare applicato da circa 4000 PMI produttrici e trasformatici di alimenti e che interessa circa 30.000 lavoratori dipendenti. Il primo CCNL che applica interamente la Legge Biagi. Il 16 settembre 2016 è stato rinnovato ed è vigente dal 1 luglio 2016 al 30 giugno 2020. Il 12 luglio 2021, nonostante le molte incertezze economiche e le difficoltà del momento dovute alla pandemia, è stato rinnovato il CCNL ed avrà vigenza fino ad ottobre 2024.